# Mariluz Congosto Martínez
Mariluz Congosto Martínez (Henarejos, 1956) és una informàtica, investigadora i docent espanyola especialista en anàlisi de xarxes socials, visualització de dades i propagació de missatges.

## Trajectòria
Llicenciada en Informàtica per la Universitat Politècnica de Madrid (1974-1979), va començar a treballar com a enginyera en la companyia japonesa Fujitsu (1980-1995) i, des de 2000, ha treballat en recerca i desenvolupament amb projectes d'innovació al voltant de les telecomunicacions per a Telefónica (TESYS, MORE, EOC). Del 2000 al 2008, també va realitzar labors de divulgació tecnològica i va col·laborar amb la Fundació Telefònica creant plataformes de publicacions digitals.
El 2016 es va doctorar en Enginyeria Telemàtica per la Universitat Carles III de Madrid. Uns anys abans va començar el seu treball com a investigadora i docent de dades socials, en particular a Twitter on es va centrar en la propagació i caracterització d'usuaris a Twitter dins de l'entorn de les dades sociopolítiques.
A través de l'anàlisi de xarxes i visualització de dades desenvolupa l'objectiu de descobrir patrons de comportament, propagació de missatges i caracterització d'usuaris. El seu principal interès de recerca se centra en patrons en les xarxes socials, com la caracterització d'usuaris, com es difonen els missatges i l'anàlisi d'esdeveniments.
Destaquen els seus treballs en l'anàlisi quantitativa de la dinàmica de les xarxes socials. Com a docent, està especialitzada en la visualització de dades, una disciplina aplicada en enginyeria, economia o periodisme.
| « | (castellà) "La visualización ayuda -explica- a poder analizar y a descubrir patrones de comportamiento en grandes volúmenes de datos, representar información compleja como las relaciones o generar animaciones que permitan ver la evolución en el tiempo. Por otra parte facilita la divulgación de los resultados de una investigación a personas que no tienen que ser expertas en la materia." | (català) "La visualització ajuda -explica- a poder analitzar i a descobrir patrons de comportament en grans volums de dades, representar informació complexa com les relacions o generar animacions que permetin veure l'evolució en el temps. D'altra banda, facilita la divulgació dels resultats d'una investigació a persones que no han de ser expertes en la matèria." | » |
| — | | |   |

Congosto ha desenvolupat el programari t-hoarder, una plataforma per a capturar i visualitzar dades socials de Twitter i la plataforma Metroaverias per a mesurar la qualitat del Metro de Madrid percebuda pels usuaris de les diferents línies del metro.
Actualment, és Professora Honorífica del Departament d'Enginyeria Telemàtica de la Universitat Carles III.

## Publicacions (selecció)
- Twitter y política: información, opinión y ¿predicción? (2011) con Montse Fernández y Esteban Moro Egido. Evoca Comunicación e Imagen[12]
- Spanish Indignados and the evolution of the 15M movement on Twitter: towards networked para-institutions (2013) con Ismael Peña y Pablo Aragón. Journal of Spanish Cultural Studies 15 (1-2): 189-216. ISSN 1463-6204. doi:10.1080/14636204.2014.931678.[13]
- La participación de la audiencia en la televisión: de la audiencia activa a la social. (2015) Varios autores. AIMC, Asociación para la Investigación de Medios de Comunicación
- Nuevos enfoques en la propagación de la reacción antifeminista en Twitter (2020) con Almazor, M. G., Canteli, M. J. P., Investigaciones feministas, 11[14]
- T-Hoarder: A framework to process Twitter data streams[15]
- Análisis de la audiencia social por medio de Twitter Caso de estudio: los premios Goya 2013 (2013) con L. Deltell; J.M. Osteso y F. Claes. Revista ICONO 14, Revista de comunicación y tecnologías emergentes.[16]